# Fergana
Fergana (eller Fargona) er en by i det østlige Usbekistan, med 288.850(2020) indbyggere. Byen er hovedstad i en provins af samme navn.